# Oei, oei (single van Jan Boezeroen)
Oei, oei is een single van Jan Boezeroen uit 1972. Het werd geschreven door Jack de Nijs en Jan Sebastiaan. Op de B-kant staat het nummer Midden in de nacht. Beide nummers verschenen ook op het gelijknamige album.
Het is een komisch, moralistisch Nederlandstalig nummer over mannen die te diep in het glaasje hebben gekeken. Het oei, oei verwijst ernaar dat ze het daarna bij thuiskomst aan de stok krijgen met hun vrouw.

## Hitnoteringen
Het nummer stond in juni 1972 in de Tipparade. Daar verdween het uit en keerde het in augustus weer terug. Vervolgens stond de single 16 weken in de Nederlandse Top 40. Ook hier kende het een dal waarna het weer terugkeerde op een hogere positie.
De single werd uiteindelijk bekroond met platina.
| Oei, oei in de Nederlandse Top 40 van 12-8-1972 t/m 25-11-1972 | Oei, oei in de Nederlandse Top 40 van 12-8-1972 t/m 25-11-1972 | Oei, oei in de Nederlandse Top 40 van 12-8-1972 t/m 25-11-1972 | Oei, oei in de Nederlandse Top 40 van 12-8-1972 t/m 25-11-1972 | Oei, oei in de Nederlandse Top 40 van 12-8-1972 t/m 25-11-1972 | Oei, oei in de Nederlandse Top 40 van 12-8-1972 t/m 25-11-1972 | Oei, oei in de Nederlandse Top 40 van 12-8-1972 t/m 25-11-1972 | Oei, oei in de Nederlandse Top 40 van 12-8-1972 t/m 25-11-1972 | Oei, oei in de Nederlandse Top 40 van 12-8-1972 t/m 25-11-1972 | Oei, oei in de Nederlandse Top 40 van 12-8-1972 t/m 25-11-1972 | Oei, oei in de Nederlandse Top 40 van 12-8-1972 t/m 25-11-1972 | Oei, oei in de Nederlandse Top 40 van 12-8-1972 t/m 25-11-1972 | Oei, oei in de Nederlandse Top 40 van 12-8-1972 t/m 25-11-1972 | Oei, oei in de Nederlandse Top 40 van 12-8-1972 t/m 25-11-1972 | Oei, oei in de Nederlandse Top 40 van 12-8-1972 t/m 25-11-1972 | Oei, oei in de Nederlandse Top 40 van 12-8-1972 t/m 25-11-1972 | Oei, oei in de Nederlandse Top 40 van 12-8-1972 t/m 25-11-1972 | Oei, oei in de Nederlandse Top 40 van 12-8-1972 t/m 25-11-1972 |
| Week                                                           | 1                                                              | 2                                                              | 3                                                              | 4                                                              | 5                                                              | 6                                                              | 7                                                              | 8                                                              | 9                                                              | 10                                                             | 11                                                             | 12                                                             | 13                                                             | 14                                                             | 15                                                             | 16                                                             |                                                                |
| -------------------------------------------------------------- | -------------------------------------------------------------- | -------------------------------------------------------------- | -------------------------------------------------------------- | -------------------------------------------------------------- | -------------------------------------------------------------- | -------------------------------------------------------------- | -------------------------------------------------------------- | -------------------------------------------------------------- | -------------------------------------------------------------- | -------------------------------------------------------------- | -------------------------------------------------------------- | -------------------------------------------------------------- | -------------------------------------------------------------- | -------------------------------------------------------------- | -------------------------------------------------------------- | -------------------------------------------------------------- | -------------------------------------------------------------- |
| Positie                                                        | 33                                                             | 22                                                             | 18                                                             | 16                                                             | 22                                                             | 28                                                             | 32                                                             | 26                                                             | 17                                                             | 14                                                             | 12                                                             | 19                                                             | 28                                                             | 29                                                             | 31                                                             | 33                                                             | uit                                                            |

| Oei, oei in de Hilversum 3 Top 30 van 18-8-1970 t/m 19-9-1970 | Oei, oei in de Hilversum 3 Top 30 van 18-8-1970 t/m 19-9-1970 | Oei, oei in de Hilversum 3 Top 30 van 18-8-1970 t/m 19-9-1970 | Oei, oei in de Hilversum 3 Top 30 van 18-8-1970 t/m 19-9-1970 | Oei, oei in de Hilversum 3 Top 30 van 18-8-1970 t/m 19-9-1970 | Oei, oei in de Hilversum 3 Top 30 van 18-8-1970 t/m 19-9-1970 | Oei, oei in de Hilversum 3 Top 30 van 18-8-1970 t/m 19-9-1970 | Oei, oei in de Hilversum 3 Top 30 van 18-8-1970 t/m 19-9-1970 | Oei, oei in de Hilversum 3 Top 30 van 18-8-1970 t/m 19-9-1970 | Oei, oei in de Hilversum 3 Top 30 van 18-8-1970 t/m 19-9-1970 | Oei, oei in de Hilversum 3 Top 30 van 18-8-1970 t/m 19-9-1970 |
| Week                                                          | 1                                                             | 2                                                             | 3                                                             |                                                               | 4                                                             | 5                                                             | 6                                                             | 7                                                             | 8                                                             |                                                               |
| ------------------------------------------------------------- | ------------------------------------------------------------- | ------------------------------------------------------------- | ------------------------------------------------------------- | ------------------------------------------------------------- | ------------------------------------------------------------- | ------------------------------------------------------------- | ------------------------------------------------------------- | ------------------------------------------------------------- | ------------------------------------------------------------- | ------------------------------------------------------------- |
| Positie                                                       | 28                                                            | 18                                                            | 18                                                            | uit                                                           | 22                                                            | 15                                                            | 12                                                            | 14                                                            | 24                                                            | uit                                                           |